# Rafael Martínez Molina
Rafael Martínez Molina (Jaén, 24 de diciembre de 1816-Jaén, 14 de marzo de 1888), conocido como el sabio andaluz, fue un médico, cirujano, antropólogo y anatómico español.

## Vida

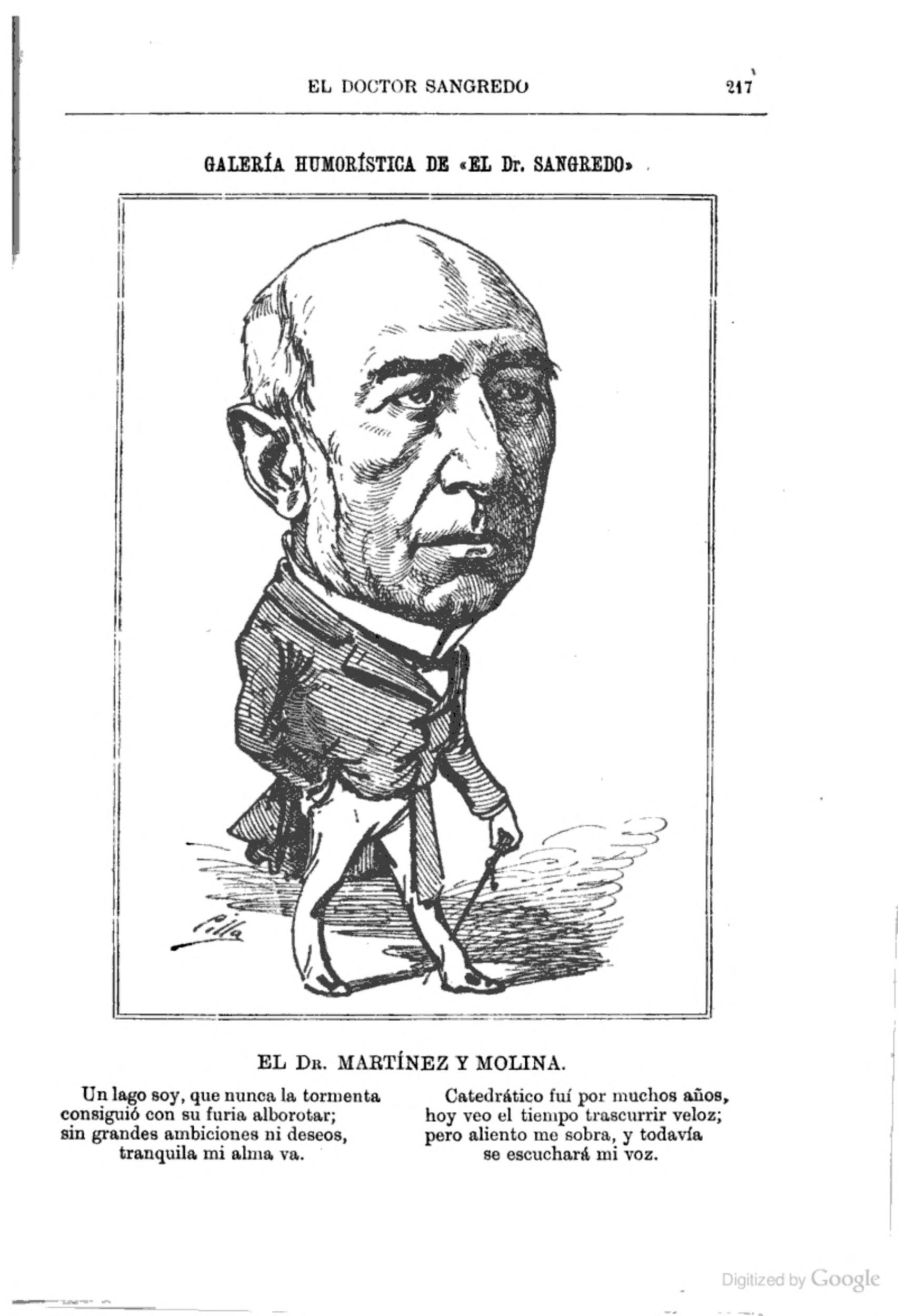
Caricaturizado por Cilla en El Dr. Sangredo (1884)

Nació en la ciudad de Jaén, en la calle Maestra Baja número 77, que  actualmente lleva su nombre. Hijo de Francisco Martínez, modesto barbero y sangrador, y Alfonsa Molina. Sus primeros pasos comenzaron en Jaén, donde se graduó en bachiller, posteriormente cursó dos años filosofía en la universidad de Granada, estudios que abandonó y comenzó allí mismo sus estudios de medicina los cuales acabó en el Colegio de Cirugía de San Carlos de Madrid en 1845. Vivió durante este periodo en la calle de Atocha.

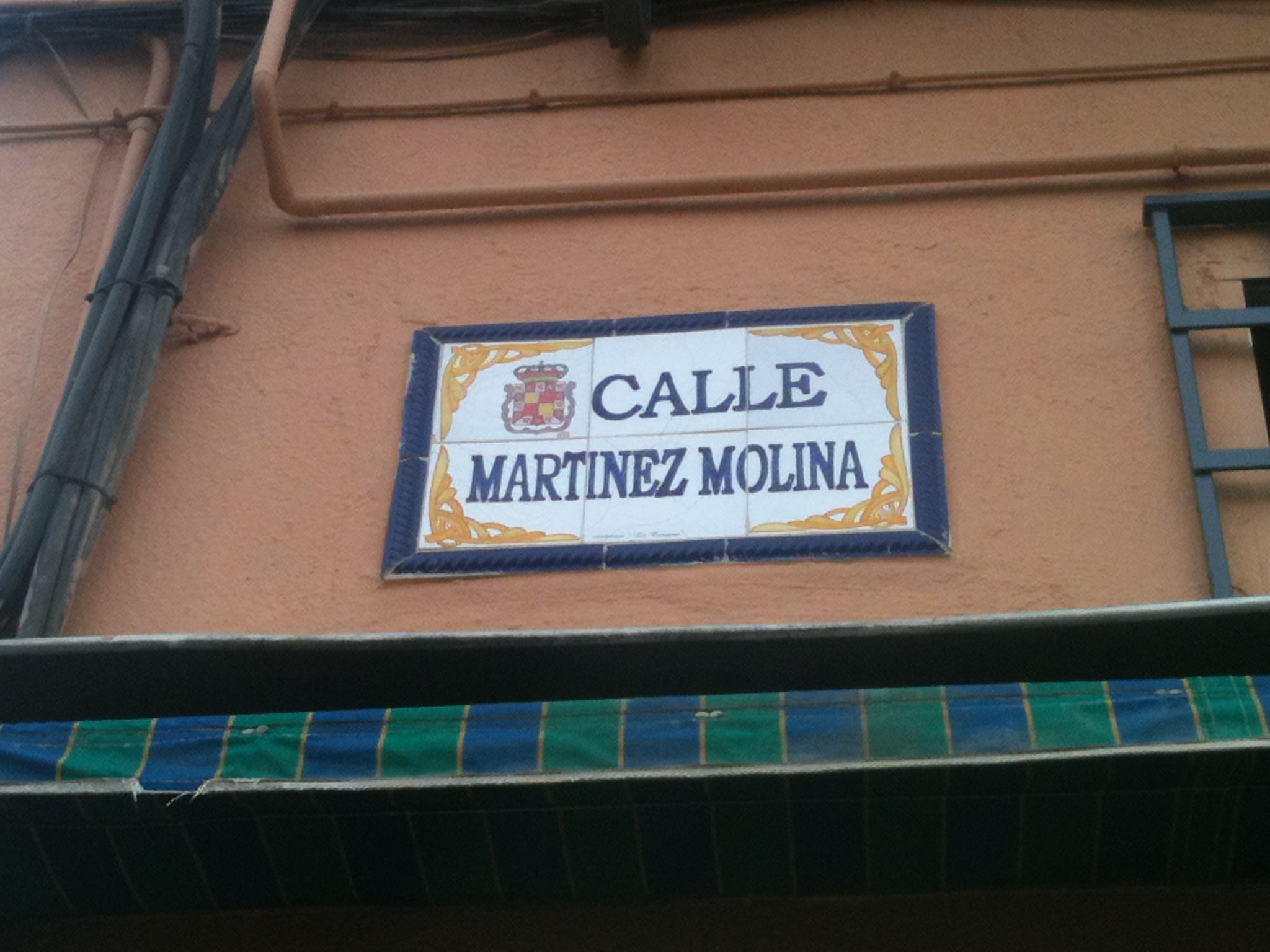
Calle dedicada a Rafael Martínez Molina en su ciudad natal de Jaén.

Con el tiempo fue ganándose el reconocimiento de la gente y de sus propios compañeros, en 1853 obtuvo el título de doctor en ciencias naturales, siete años después de haber conseguido el doctorado en medicina y cirugía. En 1854 fue nombrado primero catedrático sustituto y tres años más tarde supernumerario de anatomía en la facultad de medicina de la Universidad de Madrid.
Tal era su devoción por el saber y la enseñanza que fundó en su propia casa un Instituto Biológico al que acudían millares de alumnos, entre ellos a Manuel de Tolosa Latour. Además de esta academia el prestigioso doctor dejó una gran cantidad de obras de medicina.
Tras su muerte, acaecida en su ciudad natal a los setenta y dos años de edad, dejó varios legados, entre otros el instituido en la Sociedad Económica de Amigos del País que lleva su nombre para la adjudicación de un premio al "buen padre" y "al buen hijo", el que instituyó en la Facultad de Medicina para ser otorgado por votación entre los estudiantes del primer Curso de Anatomía y el constituido en la Academia de Medicina y que se concede a la mejor memoria presentada sobre un tema relacionado con la Anatomía.

## Obras
- El hombre considerado en sus relaciones y bajo la influencia de los agentes naturales[3] - 1853
- El Siglo Médico - 1866 (Revista médica del siglo XIX)
- El antropologismo está relacionado con todas las ciencias - 1878

## Distinciones honoríficas
- Caballero Gran Cruz de la Orden Civil de María Victoria (Reino de España, 24/01/1873).[4][5]

## Calles en su honor
- Calle Martínez Molina (Jaén)
- Calle Martínez Molina (Madrid)
- Calle Rafael Martínez Molina (Alicante)